# Inside Out Project

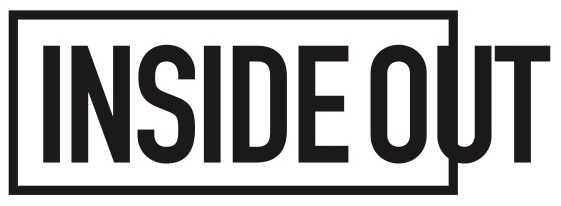
Logo du projet

Inside Out Project est un projet d’art participatif et international initié par l’artiste français JR.
Le 2 mars 2011, JR gagne le prix TED à Long Beach, en Californie. À cette occasion, il lance le projet Inside Out Project avec comme objectif de « changer le monde ».
Le projet, inspiré des collages grand format que JR effectue déjà dans les rues, donne l’opportunité à chacun de faire passer un message qui lui est cher. Le but est de permettre à chacun de partager son histoire en transformant son message en une œuvre d’art publique.
Chaque action Inside Out est documentée, archivée puis publiée sur le site internet Inside Out Project.

## Projets notables

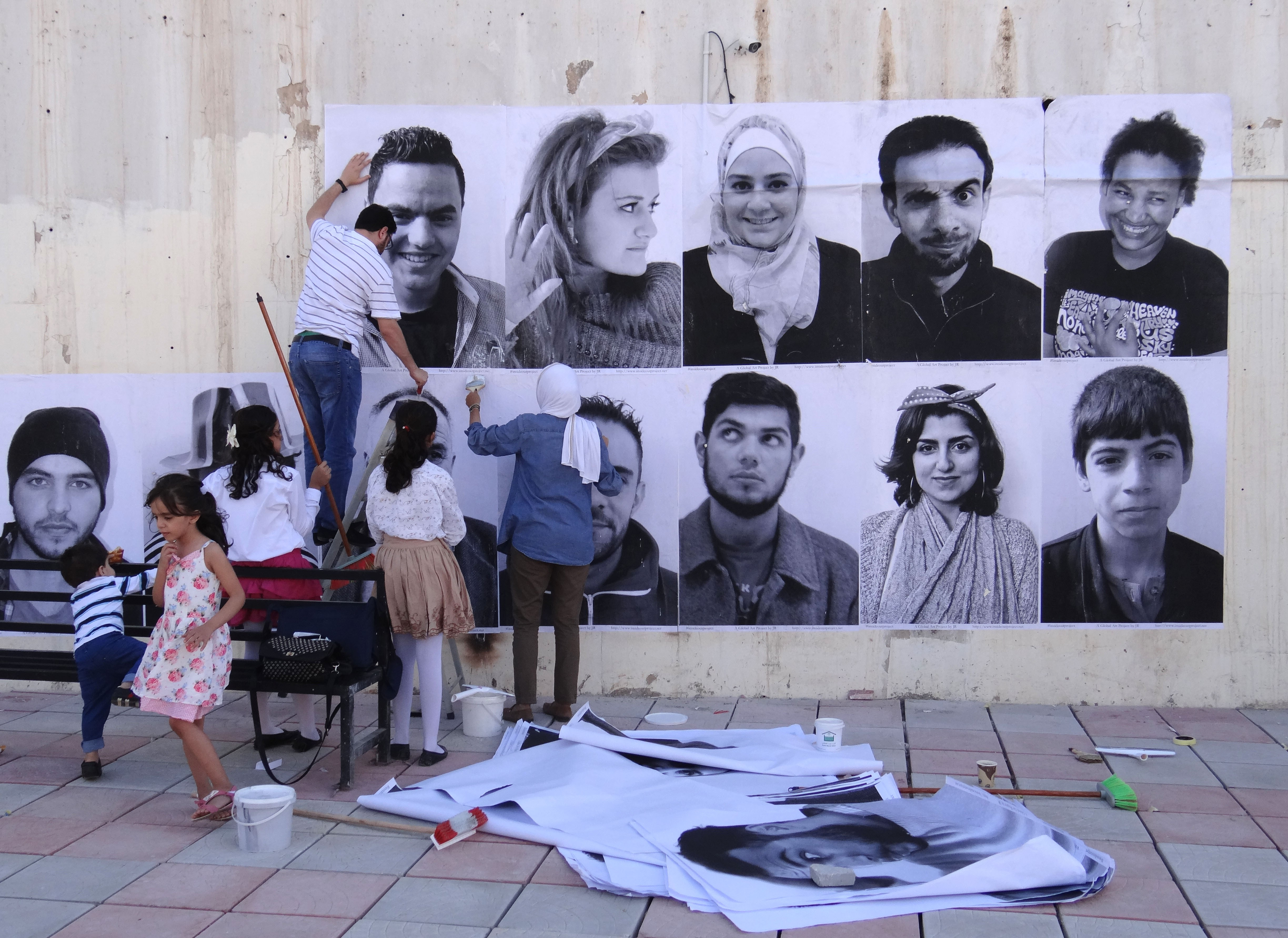
Irbid, Jordanie. "We are Arabs, we are humans"

Des individus autour du monde se sont impliqués dans le projet Inside Out. Selon Raffi Khatchadourian, journaliste au New Yorker, « Un participant au projet en Iran, à ses propres risques et périls, a décidé de coller la photo d’une femme au regard provocateur au-dessous d’un panneau d’affichage appartenant à l’État » ou encore, « certains manifestants pour les droits des homosexuels en Russie qui avaient recours à ces images ont brièvement été emprisonné en Russie ».
Inside Out a eu un impact retentissant en Tunisie, où les collages et installations ont débuté après que le Président Zine el-Abidine Ben Ali a été contraint de démissionner et de quitter la Tunisie. En mars 2011, des participants au projet ont collé des portraits de 130 Tunisiens par-dessus les affiches à l’effigie de Ben Ali.
Après la Tunisie, le projet Inside Out s’est développé à travers le monde. Depuis mars 2011, diverses actions d'envergure ont eu lieu. 
En janvier 2012, 601 portraits ont été collés sur les murs de la ville de Georgetown au Guyana. Ces portraits représentaient les yeux d’enfants guyaniens, ayant assisté à des actes de violence envers leurs mères, leurs sœurs ou qui eux-mêmes en ont été victimes,.
À Haïti, 389 portraits ont été imprimés dans le cadre de l’Action de Groupe “Rising Souls” en janvier 2012, afin de montrer le pays à travers les yeux d’Haïtiens entre espoir, fierté et résilience.

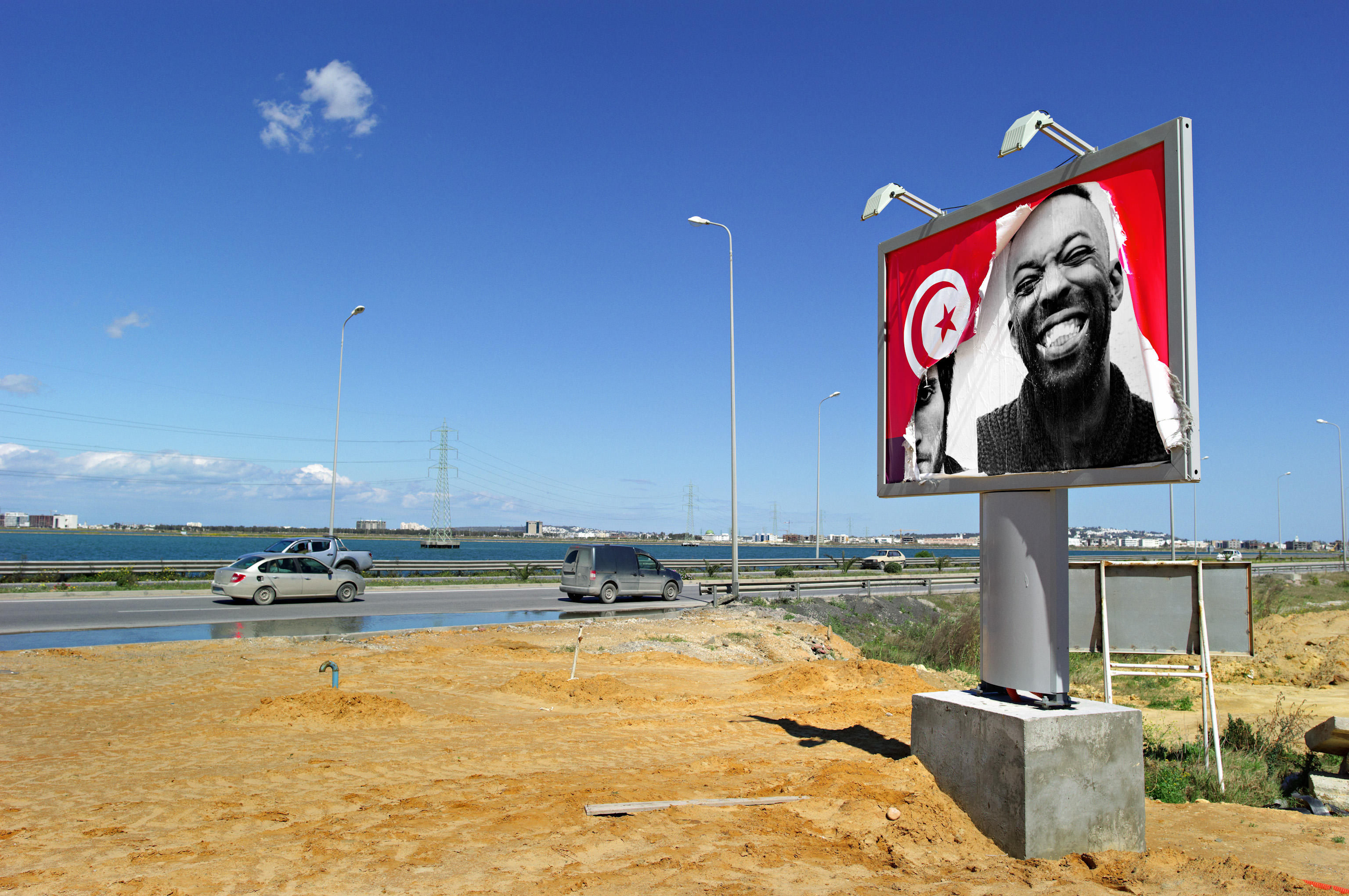
"Inside Out Tunisia", Tunis, Tunisie

La réserve Sioux de Standing Rock dans le Dakota du Nord s'est également impliquée dans le projet Inside Out en collant leurs portraits sur des murs et tipis au sein de leur communauté. JR a ensuite repris ces portraits et les a collés dans la ville de New York afin de donner de la visibilité au projet de Standing Rock.
En décembre 2013, Inside Out est amené à Lyon afin de commémorer les 30 ans de la marche pour l’égalité et contre le racisme. Durant cette action, plus de 5 000 participants ont envoyé leur portraits, dont 2000 ont été collés Rue de la République en moins de 10 heures grâce à de nombreux volontaires.
En avril 2014, l’Action de Groupe « Not a Bug Splat » a eu lieu au Pakistan. Le but de l’action était de dénoncer l’activité des opérateurs de drones américains en imprimant un portrait en grand format d’un enfant, dont la famille a été victime de ces attaques. En donnant un visage aux victimes des drones, cette action a eu un très fort impact médiatique,.
En décembre de la même année, eut lieu « the Millions’ March NYC », manifestation organisée en réponse aux décisions des grands jurys de New York et de Ferguson sur les décès d’Eric Garner et de Michael Brown. Les manifestants ont brandi les yeux d’Eric Garner, imprimés en grand format sur des pancartes par l’équipe Inside Out lors la marche.
À la suite des évènements de janvier 2015, dont l’attentat au siège de Charlie Hebdo, l’équipe du studio Inside Out prépare en urgence un hommage aux victimes. Les yeux des dessinateurs de l’hebdomadaire sont imprimés puis collés sur des immenses pancartes et seront ensuite brandis par les manifestants à New York et à Paris, lors des marches de soutien organisées à l’occasion.

## Film
Le film Inside Out: The People’s Art Project documente le projet à ses débuts. Ce dernier a été sélectionné comme Documentary Feature Spotlight au Festival du Film de Tribeca, où le film a été présenté en avant-première. Le documentaire, réalisé par Alistair Siddons et produit par Social Animals, a été ensuite diffusé par la chaine HBO.